# Roman Stefański
Roman Stefański pseud. Romeczek, Filip (ur. 25 lipca 1954 w Warszawie) – polski inżynier, działacz opozycji w PRL, dziennikarz motoryzacyjny, działacz na rzecz równego traktowania osób niepełnosprawnych.

## Życiorys
Ukończył studia na Wydziale Mechanicznym Energetyki i Lotnictwa Politechniki Warszawskiej w 1979 roku. Po studiach w latach 1979–1989 pracował jako starszy specjalista w Centralnym Laboratorium Ochrony Radiologicznej (CLOR).
Od września 1980 roku należał NSZZ „Solidarność”, był członkiem Komitetu Założycielskiego „S” pracowników CLOR, a następnie sekretarzem komisji zakładowej. Po ogłoszeniu stanu wojennego początkowo przepisywał na maszynie „Serwis Informacyjny Solidarności” i „Tygodnik Wojenny”. Powielał, transportował i kolportował wiele gazet podziemnych, książki niezależne i znaczki poczty „S”. Pozyskiwał ludzi do pracy w podziemiu i benzynę, zaś z Prymasowskiego Komitetu Pomocy Osobom Pozbawionym Wolności i ich Rodzinom – pomoc rzeczową i medyczną.
Od 1983 roku, po nawiązaniu kontaktu z Tomaszem Chlebowskim, stał się jednym z centralnych łączników i koordynatorów sieci informacyjnej „Tygodnika Mazowsze”, a w 1986 roku – po wyjeździe Tomasza Chlebowskiego za granicę – został szefem całej sieci informacyjnej.
Od 1989 roku pracował jako dziennikarz. Początkowo (w latach 1989–1993) w „Gazecie Wyborczej”, a w latach 1992–2006 w Vogel Publishing/Phonix Interpress/Motor Presse Polska. W następnych latach był wolnym strzelcem pracującym m.in. dla TVP, Polskiego Radia i czasopism, tj. „Życie Warszawy”, „Super Express”, „Auto, motor, sport”, „Cash”, „Głos Wielkopolski”. Jest autorem wielu artykułów o tematyce motoryzacyjnej.
Po 1989 roku jest również aktywnym działaczem na rzecz równego traktowania osób niepełnosprawnych.

## Odznaczenia
5 sierpnia 2011, za wybitne zasługi w działalności na rzecz przemian demokratycznych w Polsce, został przez prezydenta Bronisława Komorowskiego odznaczony Krzyżem Oficerskim Orderu Odrodzenia Polski.